# Joaquim dos Santos Prado Lima
Joaquim dos Santos Prado Lima (Rio Pardo, 1802  — ?) foi um político brasileiro.
Vereador e primeiro presidente da câmara municipal do Alegrete, filho do cirurgião-mor Joaquim José do Prado Lima.
Foi eleito deputado na Assembleia Constituinte e Legislativa Farroupilha, em 1842.